# Dictyna annexa
Dictyna annexa är en spindelart som beskrevs av Willis J. Gertsch och Stanley B. Mulaik 1936. Dictyna annexa ingår i släktet Dictyna och familjen kardarspindlar. Inga underarter finns listade i Catalogue of Life.